# Emmitt Smith
Emmitt James Smith III, född 15 maj 1969 i Pensacola i Florida, är en amerikansk före detta utövare av amerikansk fotboll som tillbringade 14 säsonger i proffsligan National Football League (NFL). Han spelade som running back för Dallas Cowboys och Arizona Cardinals mellan 1990 och 2004. Smith var tillsammans med Troy Aikman och Michael Irvin stora anledningar till att Dallas Cowboys kunde etablera en dynasti under första halvan av 1990-talet och vinna tre Super Bowl på fyra säsonger (1992–1995).
Han spelade även för Florida Gators när han studerade på University of Florida mellan 1987 och 1989. Smith blev draftad av Dallas Cowboys i 1990 års NFL-draft som 17:e spelare totalt. 2010 blev han invald till Pro Football Hall of Fame.